# Château du Bourbet
Le château du Bourbet se situe sur la commune de Cherval, dans le département français de la Dordogne.

## Historique
La construction du château date du XVe siècle et XVIIe siècle, et sa forme présente du XIXe siècle et XXe siècle. Les seigneurs de Bourbet étaient à l'origine de ce château, composé alors d'un corps de logis ceint de deux tours fortifiées, ainsi que de deux pavillons en retour d'équerre. Ce château était protégé par un fossé, nivelé durant la Révolution française, période qui a également emporté les derniers vestiges du pont-levis, ainsi que l'ancienne prison qui jouxtait les caves. Le pavillon nord a vraisemblablement été détruit pendant la Seconde Guerre mondiale, ainsi que les tours carrées qui cantonnaient le corps de logis, déjà en partie rasées pendant la Révolution. En effet, le château a servi de kommandantur, car la ligne de démarcation passait entre Cherval et Gout, en zone libre.
Hélie de Lageard, seigneur du Bourbet qui naquit en 1458, fut avocat général de la comtesse d'Angoulême. Il fut député vers le roi Louis XII, pour le prier de donner sa fille Claude en mariage au comte d'Angoulême (devenu plus tard François Ier), et il signa à leur contrat de mariage, le 14 mai 1514. En 1554, Laurent de Lageard, seigneur du Bourbet, fut pourvu de l'office de sénéchal d'Angoumois. Cet office passa de père en fils jusqu'en 1789.
Récemment restauré, le château du Bourbet propose aujourd'hui l'hébergement en chambre d'hôtes.

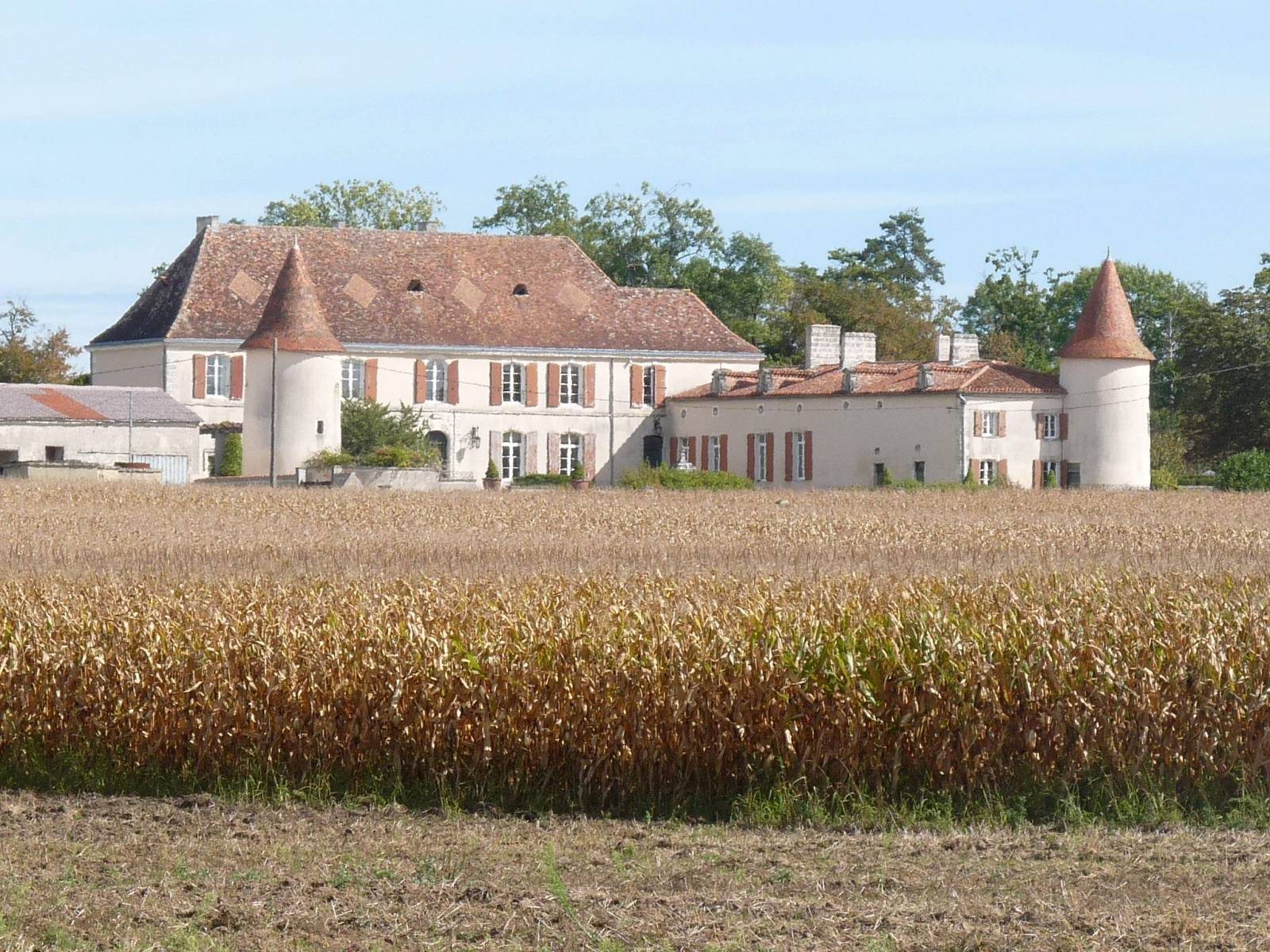
Vue de l'ouest